# Harald Andersson (fotbollsspelare)
Harald Emanuel Andersson, född 31 december 1892 i Eskilstuna, död 11 februari 1979 i Eskilstuna, var en svensk fotbollsspelare.
Andersson representerade IFK Eskilstuna och vann SM-guld med klubben 1921. Samma år spelade han en A-landskamp (inga mål) för Sverige.